# Křížová cesta (Jihlava)
Zaniklá Křížová cesta v Jihlavě vedla z města severovýchodně ke hřbitovu na Kalvárii v bývalé obci Dřevěné Mlýny.

## Historie
Křížová cesta byla zřízena roku 1795. Tvořil ji soubor pašijových soch zhotovených roku 1791 jihlavským sochařem Janem Václavem Prchalem (1714–1811). Sochy byly vysekané z mušlového vápence a osazené na žulové podstavce. Kalvárská skupina byla původně vztyčena západně od kaple Božího hrobu a představovala poslední zastavení křížové cesty. Jméno autora a rok zhotovení jsou vyryty na zadní straně podstavce prostředního kříže nesoucího Ukřižovaného Krista (Jan Václav Prchal, 1791, vápenec; žula).
Cesta na Kalvárii vedla z ulice Mlýnská. Poté, kdy roku 1869 byl na Kalvárii vybudován hřbitov pro obec Dřevěné Mlýny, zde sochy stály ještě dalších 50 let. Protože křížová cesta bránila výstavbě a otevření lomu, byly roku 1924 některé plastiky přeneseny na Jánský vršek ke kostelu Svatého Jana Křtitele. Kaple Božího hrobu stála na Kalvárii západně od hřbitova. Byla zbořena roku 1926 poté, co byla prodána v dražbě. Místo bylo později pohlceno lomem.
Neúplný soubor soch je nyní umístěn v zahradě kláštera minoritů a je přístupný s omezením. Sousoší Kalvárie stojí pod Jánským vrškem před západní stranou kostela svatého Jana Křtitele.
Z pašijových skulptur jsou dochovány čtyři: Kristus na Olivetské hoře, Bičování Krista, Kristus Trpitel a Kristus nesoucí kříž. Jsou chráněny jako nemovitá Kulturní památka České republiky.

## Galerie
Sousoší Kalvárie přenesené ke kostelu svatého Jana Křtitele

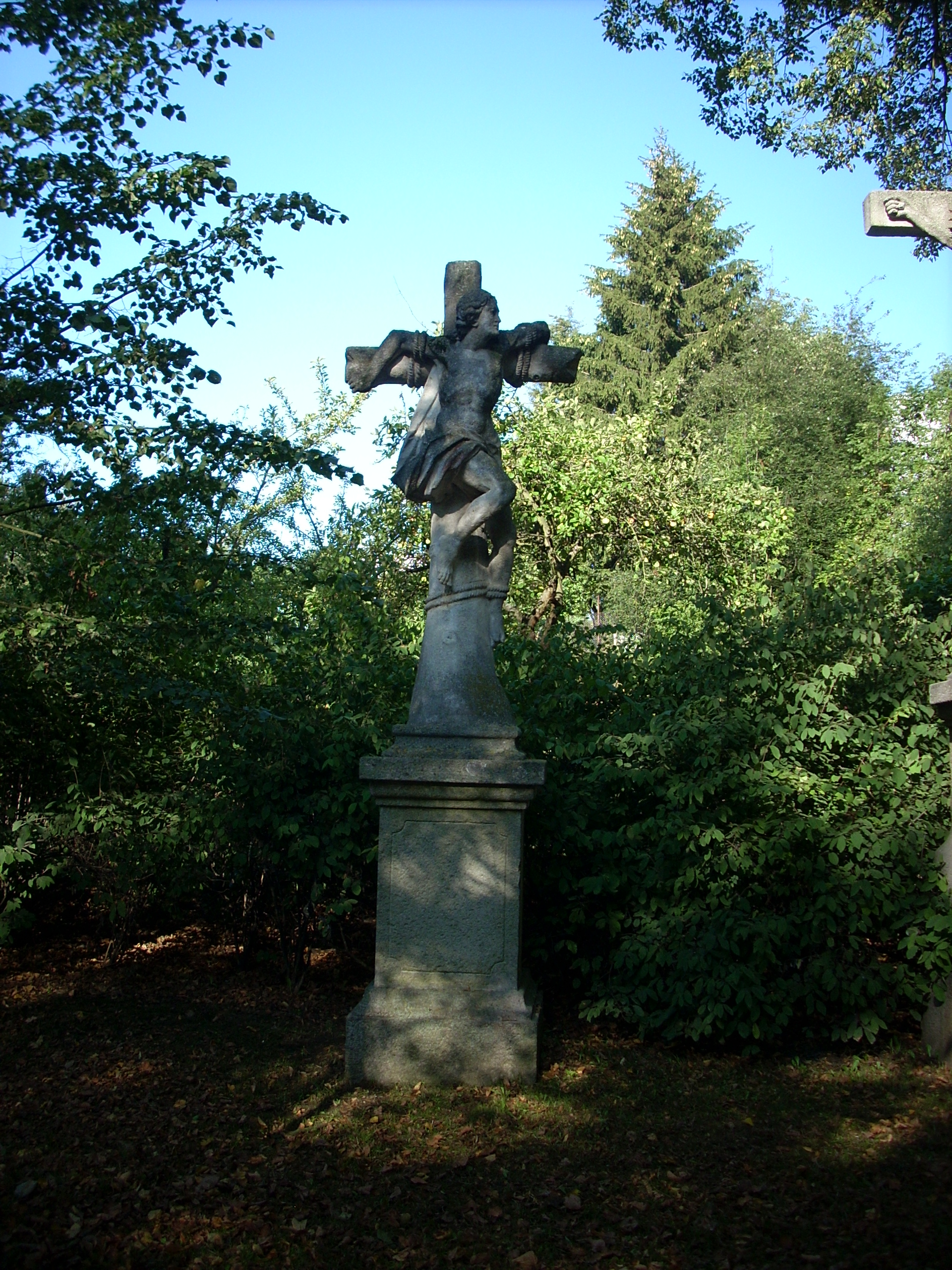
Kříž s lotrem po pravici
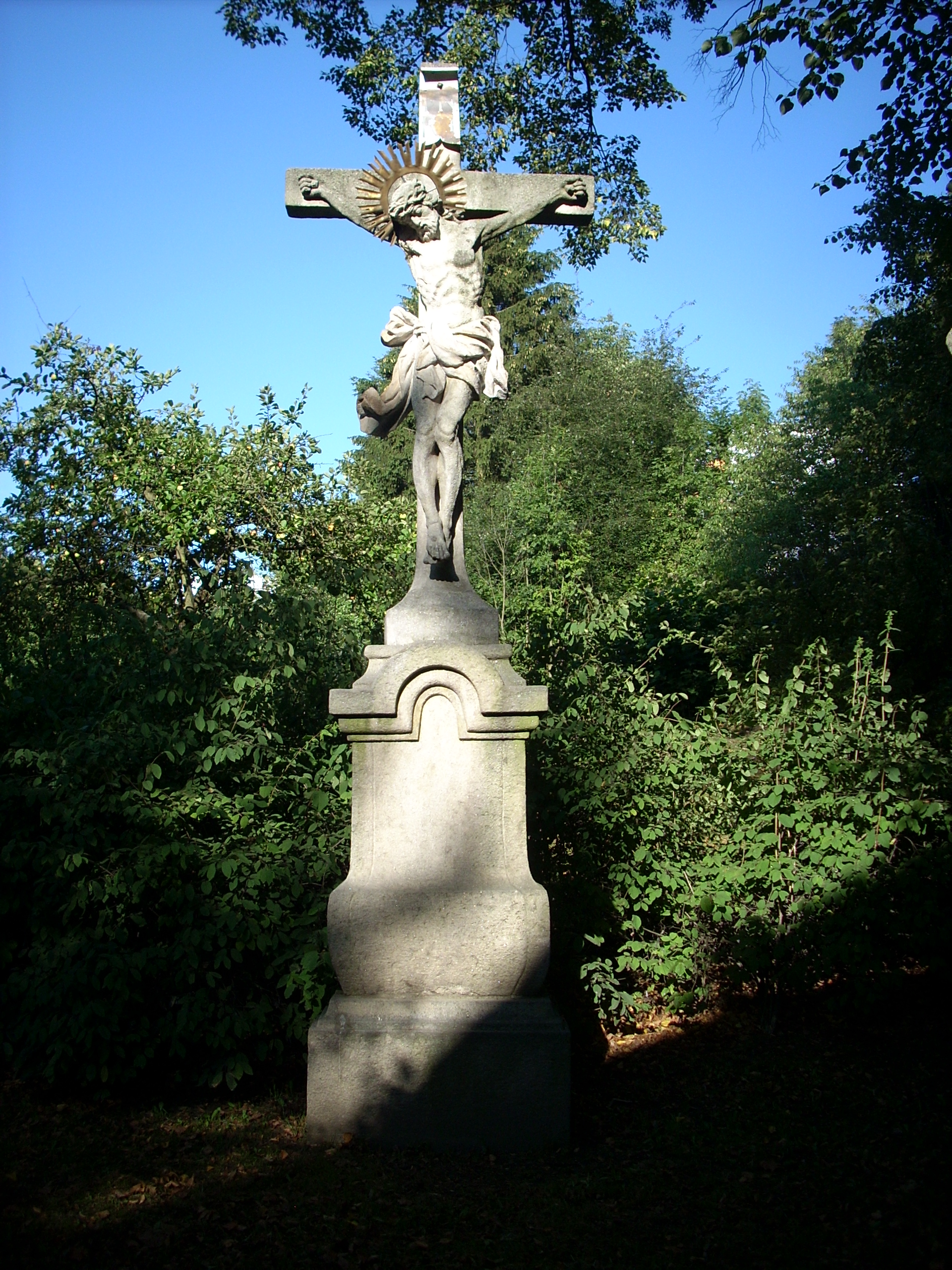
Kříž s ukřižovaným Kristem
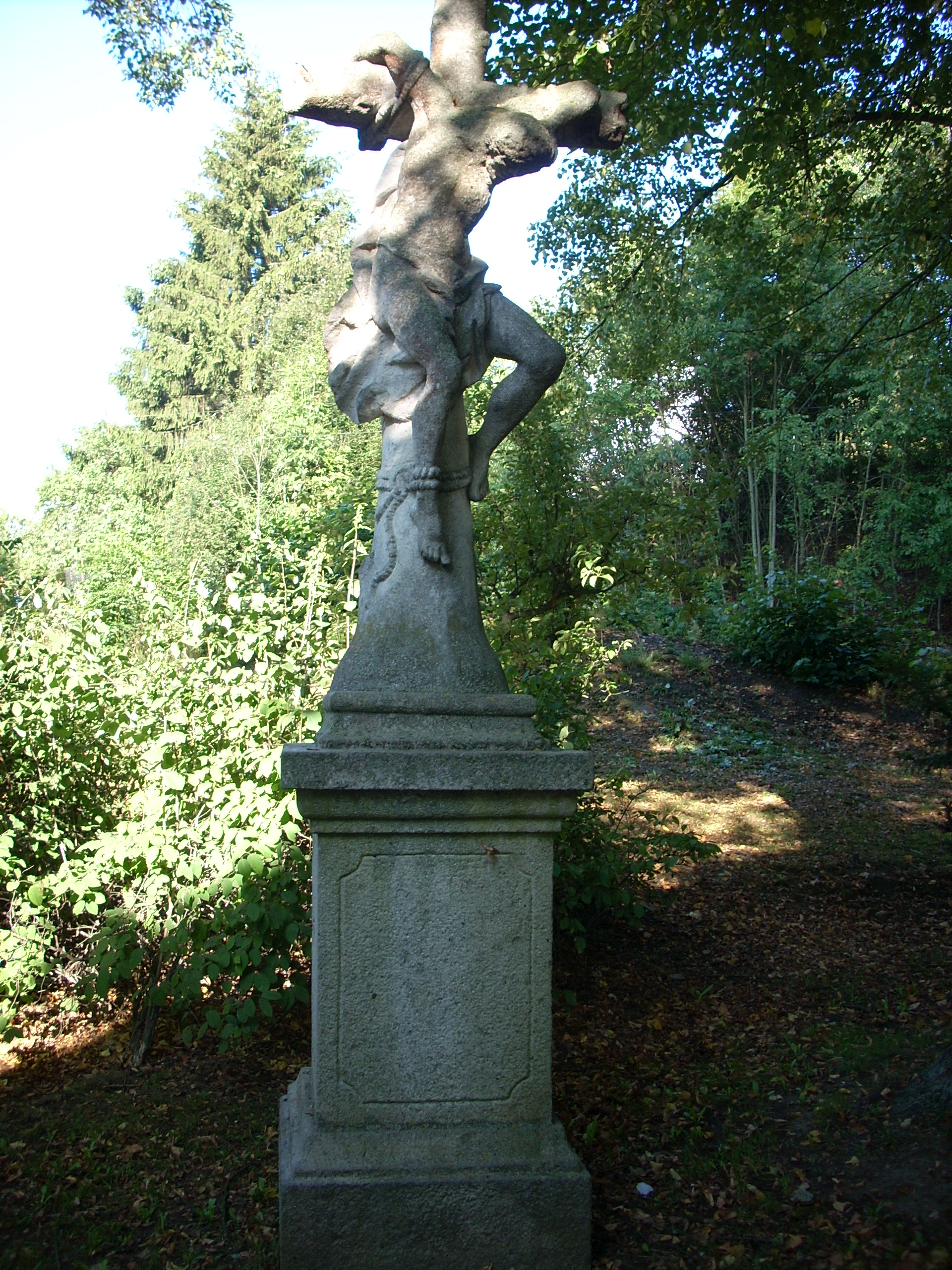
Kříž s lotrem po levici